# Phalota collaris
Phalota collaris är en skalbaggsart som beskrevs av Francis Polkinghorne Pascoe 1866. Phalota collaris ingår i släktet Phalota och familjen långhorningar. Inga underarter finns listade i Catalogue of Life.